# إيرا جيتلر
إيرا جيتلر (بالإنجليزية: Ira Gitler)‏‏ (18 ديسمبر 1928 في بروكلين - 23 فبراير 2019 في نيويورك) كاتب، وأستاذ جامعي، وصحفي، وناقد موسيقي من الولايات المتحدة.

## الجوائز
- زمالة غوغنهايم

## روابط خارجية
- إيرا جيتلر على موقع ميوزك برينز (الإنجليزية)
- إيرا جيتلر على موقع أول ميوزيك (الإنجليزية)
- إيرا جيتلر على موقع ديسكوغز (الإنجليزية)